# Den otců (film)
Den otců (v anglickém originále Fathers' Day) je americká filmová komedie z roku 1997. Režisérem filmu je Ivan Reitman. Hlavní role ve filmu ztvárnili Robin Williams, Billy Crystal, Julia Louis-Dreyfus, Nastassja Kinski a Charlie Hofheimer.

## Obsazení
| Robin Williams      | Dale Putley      |
| Billy Crystal       | Jack Lawrence    |
| Julia Louis-Dreyfus | Carrie Lawrence  |
| Nastassja Kinski    | Collette Andrews |
| Charlie Hofheimer   | Scott Andrews    |
| Bruce Greenwood     | Bob Andrews      |
| Charles Rocket      | Russ Trainor     |
| Patti D’Arbanville  | Shirley Trainor  |